# Harold Henry Fisher
Harold Henry Fisher (ur. 1890, zm. 1975) – amerykański historyk, badacz dziejów Rosji. 

## Życiorys
Wykładowca Stanford University od 1924 do 1955 roku. Sprawował wiele funkcji kierowniczych w Instytucie Hoovera. Zajmował się historią Rosji w XX wieku.  

## Wybrane publikacje
- The Famine in Soviet Russia 1919-1923, New York 1927.